# PZL P.11
A PZL P.11 lengyel vadászrepülőgép, amelyet az 1930-as évek elején terveztek a PZL-nél. A második világháborút megelőző időszakban a Lengyel Légierő legnagyobb számban szolgáltban álló vadászrepülőgépe volt. Népszerű neve a „tizenegyes” (jedenastka). Mindössze egyetlen példánya maradt fenn, amely a krakkói repülőmúzeumban található.

## Története

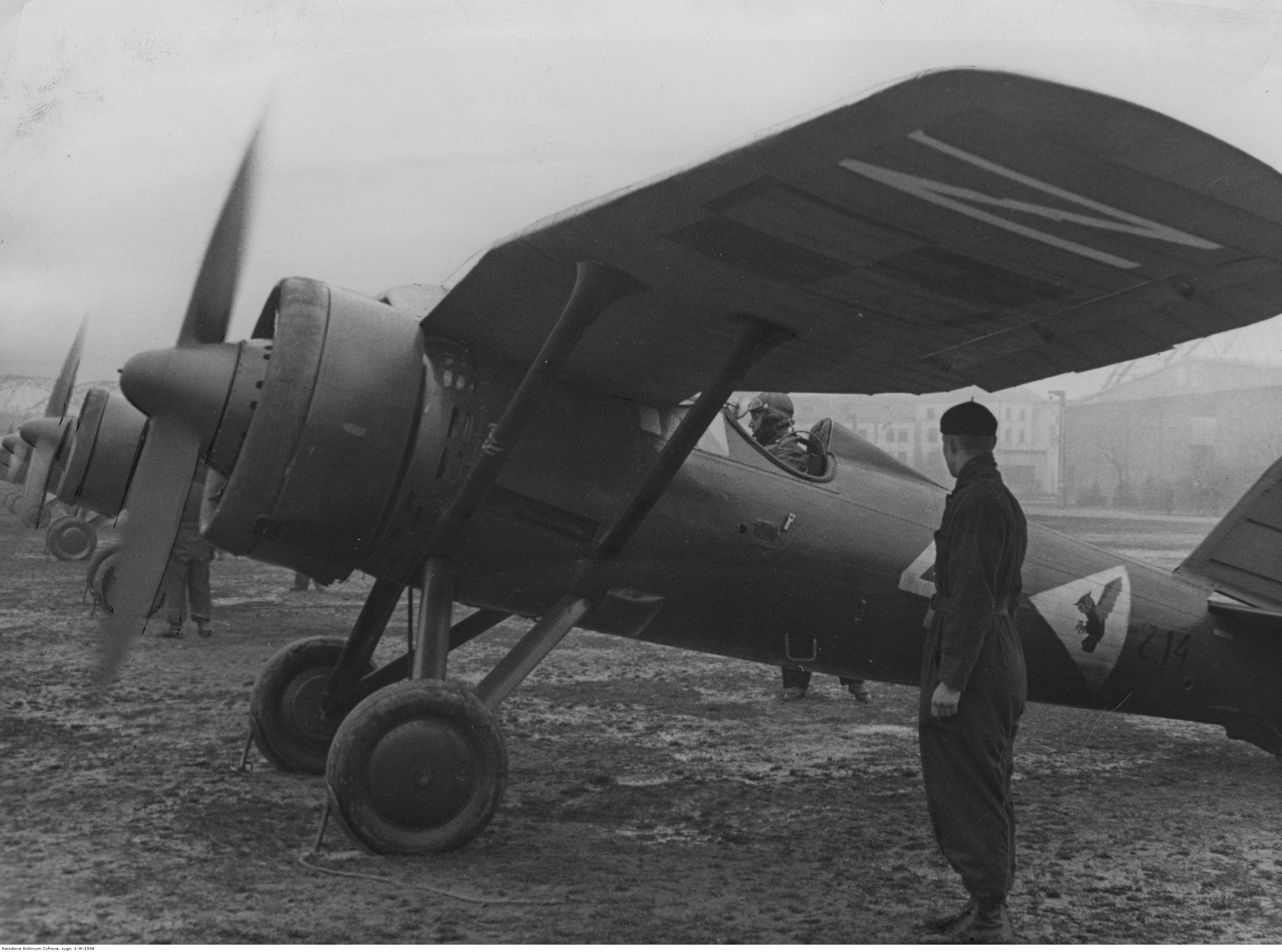
PZL P.11

A repülőgép tervezési munkálatai 1931 elején kezdődtek a PZL tervezőirodájában Zygmunt Puławski irányításával. A fejlesztés alapjául a PZL P.7 szolgált. Az új modell erősebb motort kapott. Három prototípust készítettek el (P.11/I–III). Az első repülésére már csak Puławski halála után, 1931 augusztusában került sor. A tervezőmunkát a továbbiakban Wsiewołod Jakimiuk irányította. A légierő 50 darabot rendelt az első, P.11a változatból, amely külsőre alig különbözött a P.7-től. A leglényegesebb különbség a P.11a-ba épített, Lengyelországban licenc alapján gyártott 380 kW-os (517 LE-s) Bristol Mercury IV S2 csillagmotor volt.

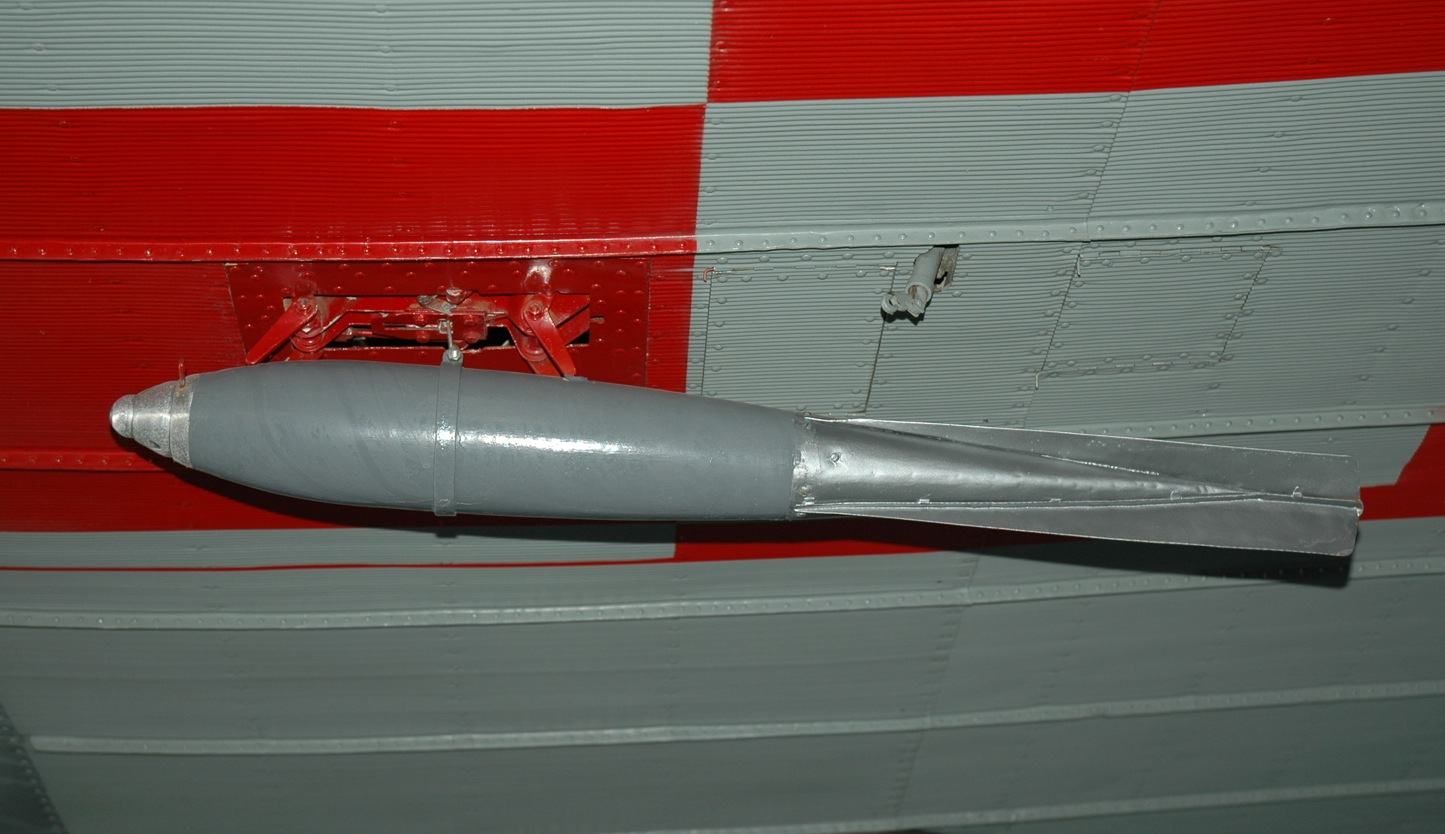
A P.11 szárnya alá függesztett légibomba

1934 nyarán készült el a módosított változat prototípusa, a P.11c, amellyel még az év végén végrehajtották az első felszállást. A gép törzsét javították, és lejjebb helyezték a motort, így a pilóta számára jobb lett a kilátás. Az 1930-as évek közepétől ez a típusváltozat lett a lengyel légierő alapvető vadász-típusa, a repülőalakulatoknál 1935–1937 között folyamatosan állították szolgálatba a legyártott 175 db gépet. Az első 50 db-t 441 kW-os (600 LE-s) Bristol Mercury V S2, a többit gépet 463 kW-os (630 LE-s) Mercury VI S2 csillagmotorral szerelték fel.
A P.11 iránt külföldről is mutatkozott érdeklődés. Románia 1933–1934 között vásárolt 30 db-t a P.11b változatból. Ez a modell csak a 386 kW-os (525 Le-s) Gnome-Rhône 9Krsd Mistral motorjával különbözött a P.11a változattól. Románia később megvásárolta a lengyel légierő részére gyártott javított P.11c változat gyártási jogát, és a brassói IAR vállalat P.11f típusjelzéssel 70 darabot gyártott 1936-tól. A P.11f változatba a 438 kW (595 LE) teljesítményű Gnome-Rhône 9Krse csillagmotort építették be.
A P.11 az 1930-as évek közepén kora egyik legkorszerűbb vadászrepülőgépe volt, a repüléstechnika gyors fejlődése miatt az 1930-as évek végére azonban már elavult. Elsősorban a sebessége maradt el az újabb gépekétől, de konstrukciója – szárny-elrendezése és merev futóműve – is elavulttá tett. A lengyel légierőben 1938-ban hadrendbe állított PZL.37 Łoś bombázó maximális sebessége például 80 km/h-val múlta felül a P.11-ét. Az új, gyors és korszerű PZL.50 Jasrząb késése miatt szükségmegoldásként a P.11 modernizálása tűnt célszerűnek. A P.11g Kobuz változatba a 618 kW-os (840 LE-s) Bristol Mercury VIII csillagmotor került, amellyel 390 km/h-s maximális sebességet sikerült elérni.

## Technikai jellemzői

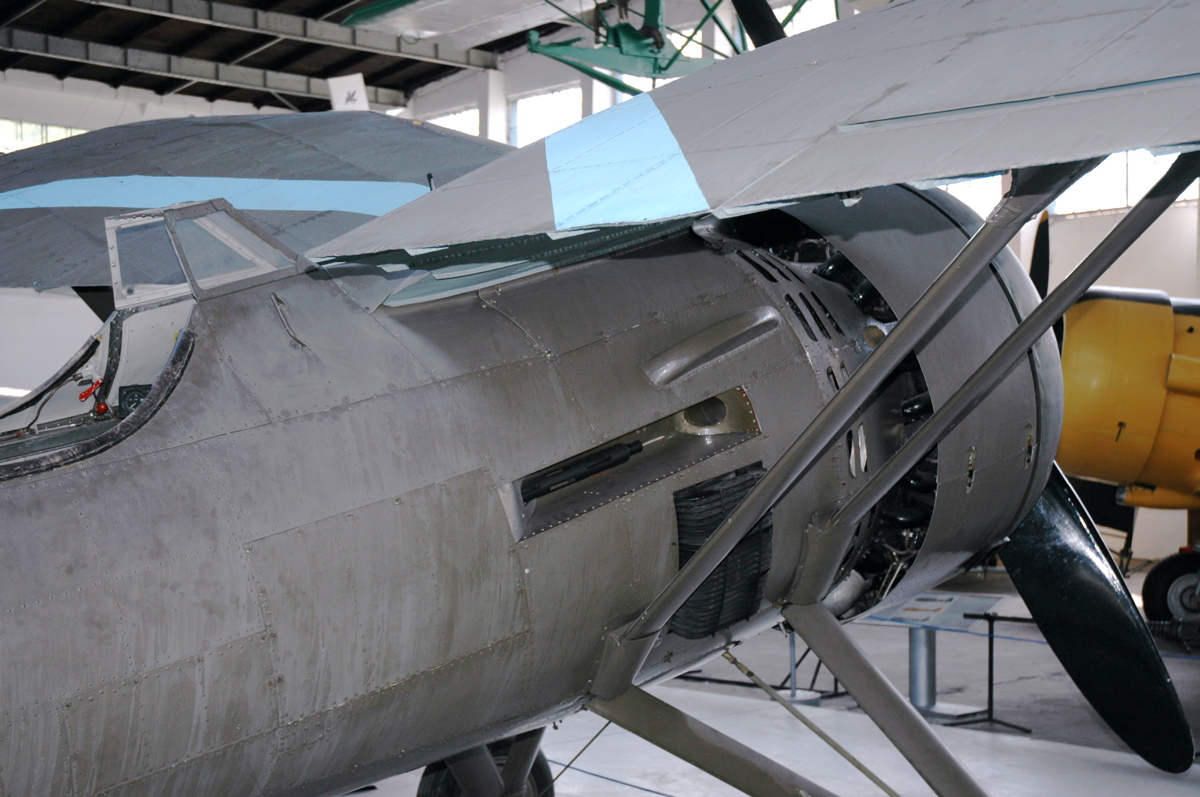
A P.11c középső része, a törzs oldalán jól látható az egyik oldalsó géppuska és az olajhűtő radiátora

Korának egyik legkorszerűbb konstrukciójú, teljesen fémépítésű repülőgépe volt, amely. Felsőszárnyas elrendezésű, jellegzetes tört, sirály-szárnyakkal (amelyet a gép tervezője után Puławski-féle szárnynak is neveznek). Az egyszemélyes pilótafülkéje nyitott volt, a géptörzsben a szárnycsatlakozás mögött helyezkedik el. Az üzemanyagtartály a törzsben, a motor mögött kapott helyet. Ez az elrendezés a súlypont-vándorlás szempontjából kedvező, de a motor közelsége miatt sérülés esetén tűzveszélyt jelent.
Fegyverzetét a törzs oldalán, a motor mögött elhelyezett 2 db, légcsavarkörön keresztül tüzelő 33 mintájú 7,9 mm-es géppuska alkotta, egyenként 700–700 db-os lőszerjavadalmazással (összesen 1400 db). A P.11c változatú gépek kb. harmadán a szárnyakra további 2 db 7,9 mm-es géppuskát építettek. A P.11c változatban a törzsbe épített géppuskák lőszerjavadalmazását 500–500 db-ra csökkentették, a szárny-géppuskák viszont darabonként 600 db lőszerrel rendelkeztek (így a P.11c típus összesen 2200 db lőszerrel rendelkezett). A P.11c változat a szárnyak alatt 4 db 12,5 kg-s bombát is hordozhatott.

## Alkalmazása

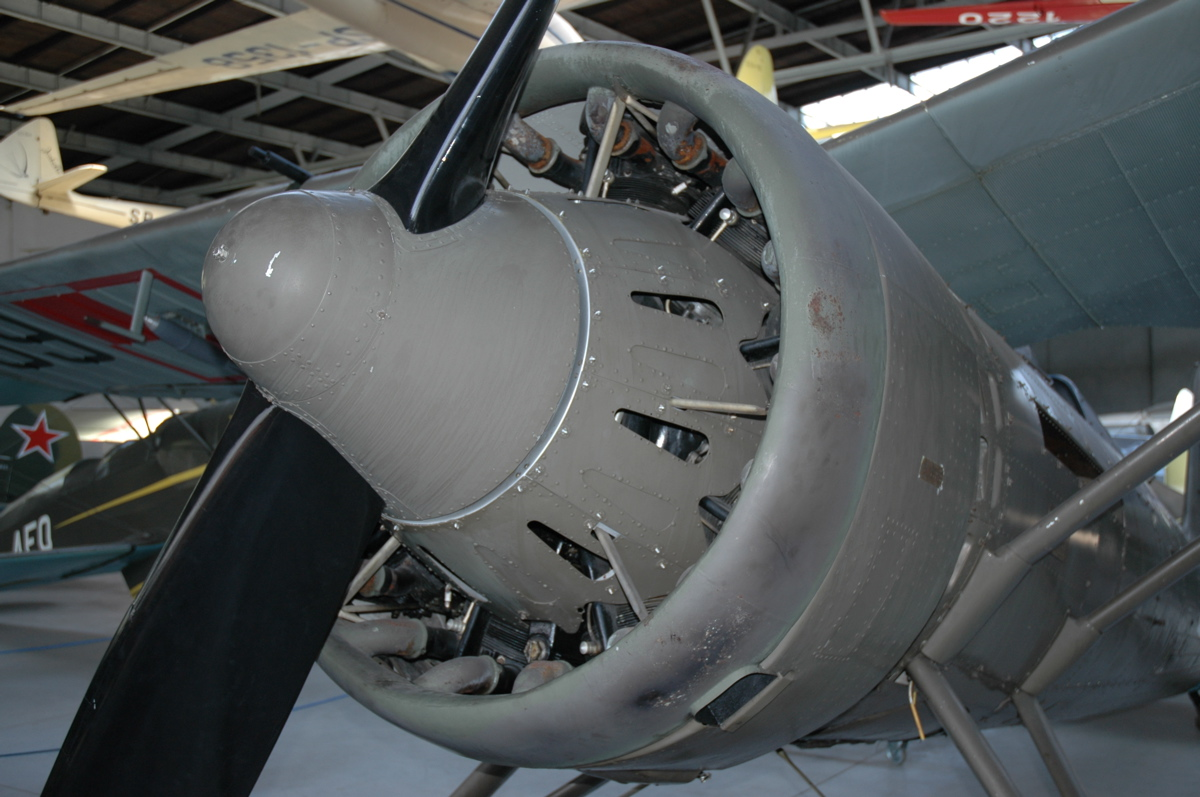
A repülőgép motorja és légcsavarja, megfigyelhető a motort körülvevő Townend-gyűrű

1939. szeptember 1-jén, a Lengyelország elleni német támadás pillanatában a lengyel légierő vadászrepülőgép-állományának gerincét a meglévő 20 db P.11a és a 109 db P.11c gép, valamint további 30 db régebbi P.7a alkotta. Az 1939-re már elavult gépek teljesítményben és harcértékben jelentősen elmaradtak a Luftwaffe repülőgépeitől. A fegyverzetük is gyenge volt, mindössze a P.11c változatú gépek harmada volt 4 db géppuskával felszerelve, de ezek űrmérete is kicsi volt a német gépek fegyverzetével összevetve. A P.11 hátrányait némileg kompenzálta a jó manőverezőképessége, valamint a német repülőgépek ellen kidolgozott taktika. E szerint a lengyel vadászrepülőgépek a német bombázókat nagy magasságból, zuhanórepülésben támadták. A megbízható, erős konstrukciójú gép zuhanórepülésben 600 km/h sebességet is elviselt. Rövid kifutópályát igényelt, így a gépek egy részét sikerült kitelepíteni tábori repülőterekre. A hátrányok ellenére számos légigyőzelmet sikerült elérni a típussal, a bombázók mellett néhány német vadászrepülőgépet is lelőttek. A légiharcokban és a repülőterek elleni támadásokban a P.11 gépek többsége megsemmisült. 36 db eljutott Romániába, ahol később a román légierő használta, de harci cselekményekben nem vett részt, főleg gyakorló repülőgépként használták. Néhány német kézre került gépet ugyancsak gyakorló feladatokra használtak. A Szovjetunióba kettő példánya került, ahol tesztelésre használták. A Románia felé igyekvő gépek közül 1939 szeptemberében egy Magyarországon, Hajdúböszörménynél szállt le. Ezt a P.11a változatú gépet később a Műegyetem repülőklubja (MSrE) használta vitorlázó repülőgépek vontatására.

## Alkalmazó országok
Lengyelország
- P.11a, P.11c és P.11g (prototípus)

 Románia
- P.11b és P.11f

 Magyarország
- 1 db P.11a (amely a lengyel vereséget követően a Magyarországra menekült csapatokkal került az országba)

## Típusváltozatok
- P.11a – a lengyel légierő által használt első széria-változat
- P.11b – Románia részére a PZL-nél Lengyelországban gyártott változat,
- P.11c – a lengyel légierőben használt módosított változat,
- P.11f – Romániában licenc alapján gyártott változat,
- P.11g – növelt teljesítményű változat, csak a prototípus készült el.

## Műszaki adatok
|                              | P.11/I               | P.11/II        | P.11/III             | P.11a                | P.11b             | P.11c                                          | P.11f             | P.11g                |
| ---------------------------- | -------------------- | -------------- | -------------------- | -------------------- | ----------------- | ---------------------------------------------- | ----------------- | -------------------- |
| Üres tömeg (kg)              | 1022                 | 1026           | 1032                 | 1116                 | 1050              | 1147,5                                         | 1108              | 1150                 |
| Felszálló tömeg (kg)         | 1467                 | 1494           | 1500                 | 1580                 | 1525              | 1650 vagy 1800                                 | 1586              | 1650                 |
| Üzemanyag (l)                | 224                  | 224            | 224                  | 224                  | 224               | 224                                            | 224               | 224                  |
| Fesztáv (m)                  | 10,5                 | 10,5           | 10,57                | 10,72                | 10,72             | 10,72                                          | 10,72             | 10,72                |
| Hossz (m)                    | 7,21                 | 7,2            | 7,25                 | 7,25                 | 7,25              | 7,55                                           | 7,56              | 7,55                 |
| Magasság (m)                 | 2,78                 | 2,79           | 2,69                 | 2,69                 | 2,7               | 2,85                                           | 2,85              | 2,85                 |
| Szárnyfelület (m²)           | 17,9                 | 17,9           | 17,9                 | 17,9                 | 17,9              | 17,9                                           | 17,9              | 17,9                 |
| Motor                        | Bristol Jupiter 9Asb | Gnome-Rhône 9K | Bristol Mercury IV/A | Bristol Mercury IVS2 | Gnome-Rhône 9Krsd | Bristol Mercury V S2 vagy Mercury VI S2        | Gnome-Rhône 9Krse | Bristol Mercury VIII |
| Teljesítmény (kW, LE)        | 379, 515             | 390, 530       | 408, 555             | 380, 517             | 386, 525          | 441, 600 vagy 463, 630                         | 438, 595          | 618, 840             |
| Legnagyobb sebesség (km/h)   | 305                  | 333            | 346                  | 340                  | 330               | 352–367 motortípustól és fegyverzettől függően | 360               | 390                  |
| Szolgálati csúcsmagasság (m) | 8600                 | 10 100         | 8900                 | 8000                 | n/a               | 8040                                           | 7500              | 10 000               |
| Emelkedőképesség (m/s)       | 11,6                 | 13             | 12,5                 | n/a                  | n/a               | 12,4 vagy 14,5                                 | 11                | 13                   |
| Hatótávolság (km)            | n/a                  | n/a            | n/a                  | 480                  | 550               | 503 vagy 550                                   | n/a               | n/a                  |

## Külső hivatkozások
- A PZL P.11c a krakkói Lengyel Repülési Múzeum honlapján (lengyelül)